# Umberto Prous
Umberto Prous (Intra, 19 luglio 1923 – Milano, 15 giugno 1982) è stato un pianista e compositore italiano.

## Biografia
Dopo il diploma al Conservatorio in tromba e pianoforte, iniziò l'attività di musicista nella musica leggera nel secondo dopoguerra; entrò come trombettista negli Asternovas di Fred Buscaglione, conoscendo Leo Chiosso con cui scrisse alcuni brani per Buscaglione. 
In seguito entrò nel gruppo di Enrico Intra e scrisse canzoni per Mina, Fred Bongusto e altri artisti.
M'addormento con te, lanciata da Peppino Di Capri, fu incisa anche da Don Marino Barreto Jr e in spagnolo dai Los Pájaros Locos, complesso di Barcellona, mentre Piangere un po' fu incisa in croato da Tereza Kesovija.

## Canzoni scritte da Umberto Prous
| Anno | Titolo              | Autori del testo | Autori della musica | Interpreti                |
| ---- | ------------------- | ---------------- | ------------------- | ------------------------- |
| 1958 | Mia cara Venezia    | Bruno Pallesi    | Umberto Prous       | Fred Buscaglione          |
| 1959 | Piangere un po'     | Leo Chiosso      | Umberto Prous       | Mina                      |
| 1959 | Nel ballare         | Luciano Beretta  | Umberto Prous       | Gino Corcelli             |
| 1959 | Forte forte         | Bruno Pallesi    | Umberto Prous       | Gino Corcelli             |
| 1959 | M'addormento con te | Luciano Beretta  | Umberto Prous       | Peppino Di Capri          |
| 1959 | Cantando nel buio   | Luciano Beretta  | Umberto Prous       | Don Marino Barreto Junior |
| 1960 | Calmo               | Ardiente         | Umberto Prous       | Jimmy Fontana             |
| 1961 | Tu sei mio          | Roxy Bob         | Umberto Prous       | Mina                      |
| 1961 | Il palloncino       | Roxy Bob         | Umberto Prous       | Mina                      |
| 1962 | Per piaseir         | Dino Sarti       | Umberto Prous       | Emilio Pericoli           |
| 1962 | Zeirchen un'atra    | Dino Sarti       | Umberto Prous       | Emilio Pericoli           |
| 1962 | Triste carnevale    | Claudio Celli    | Umberto Prous       | Renata Mauro              |
| 1963 | Stranger Boy        | Leo Chiosso      | Umberto Prous       | Mina                      |
| 1963 | Mi guardano         | Roxy Bob         | Umberto Prous       | Mina                      |
| 1963 | Di baci             | Alberto Testa    | Umberto Prous       | Cocky Mazzetti            |
| 1967 | Pensare che         | Paolo Limiti     | Umberto Prous       | Grazia Di Gioia           |
| 1969 | Lei, lei, lei       | Paolo Limiti     | Umberto Prous       | Augusto Martelli          |